# Bronowiec
Bronowiec – wieś w Polsce położona w województwie dolnośląskim, w powiecie bolesławieckim, w gminie Osiecznica.

## Podział administracyjny
W latach 1975–1998 miejscowość administracyjnie należała do województwa jeleniogórskiego.

## Demografia
Najmniejsza wieś gminy Osiecznica. Według ostatniego Narodowego Spisu Powszechnego liczyła 62 mieszkańców (31 III 2011 r.).